# Tyler Ervin
Tyler Anthony Ervin (San Bernardino, 7 ottobre 1993) è un giocatore di football americano statunitense che milita nel ruolo di running back per i Green Bay Packers della National Football League (NFL).

## Carriera

### Houston Texans
Al college, Ervin giocò a football alla San José State University dal 2011 al 2015. Fu scelto nel corso del quarto giro (195º assoluto) del Draft NFL 2016 dagli Houston Texans. Debuttò come professionista nel primo turno contro i Chicago Bears correndo una volta per tre yard. Nella sua stagione da rookie giocò principalmente come kick returner, chiudendo con 12 presenze e 524 yard su ritorno.

## Statistiche
| Partite totali      | 12 |
| Partite da titolare | 0  |
| Yard corse          | 3  |
| Touchdown           | 0  |

Statistiche aggiornate alla stagione 2016